# Yesterdays (チャーミースマイル&グリーンヘッドの曲)
「yesterdays」（イエスタデイズ）は、チャーミースマイル&グリーンヘッドの楽曲。1998年7月23日に2作目のシングルとしてビクターエンタテインメントより発売された。規格品番はVIDL-30238。

## 概要
前作『プレッピースクールボーイ』より約3ヶ月ぶりのリリース。
ドラムスで横瀬卓哉が参加。本作以降の作品にも参加し、2001年に発売のベスト・アルバム『終業〜ボクたちの…青春ベスト』で正式メンバーとなった。
2019年に竹澤汀によるカバー・バージョンが発表された（詳細は後述を参照）。

## 収録曲
1. yesterdays
  - 作詞・作曲：井手功二 / 編曲：チャーミースマイル&グリーンヘッド、米光亮

井手は楽曲のイメージについて、「ニック・ロウの『Cruel to Be Kind』を聴いている若い恋人たちの夏」とコメントしている[3]。
2. 犬と僕
  - 作詞：井手功二 / 作曲：高砂圭司

アルバム未収録。

## 収録アルバム
yesterdays
- スキヤキ
- 終業〜ボクたちの…青春ベスト

## 竹澤汀によるカバー
竹澤汀によるカバー・バージョンは、2019年3月31日に配信限定シングルとして発売された。
竹澤にとってシングル曲は、2013年に配信された『パドリング』以来約5年半ぶりで、カバー曲を音源として発表するのは本作が初となる。編曲は、Soulifeの佐々木望が手がけており、佐々木はギターの演奏も担当した。竹澤のカバーについて、井手は「竹澤さんの透き通る歌声と素晴らしいアレンジ、そして曲を大事に扱っていただけているのが歌声や音から伝わってきて、歌詞の『いつかまた逢える昨日達』に逢えた気分だった。」とコメントしている。
竹澤のカバー・バージョンは、BSスカパー!の連続ドラマ『I''s』のオープニングテーマとして使用された。このカバーは、ドラマのプロデューサーからのオファーを受けて実現したもので、竹澤は「歌もドラマも、誰でも共感できるような青春の甘酸っぱさが随所に散りばめられているところがいい。」「歌でその甘酸っぱさや、登場人物たちが抱えているそれぞれの想いへの後押しが少しでもできたらいいなと思いながら歌った。」とコメントしている。なお、竹澤は同ドラマにラジオパーソナリティ役で1シーンのみ出演した。
2018年12月22日にアコースティック・ユニットPlay.Gooseが公式YouTubeチャンネル上で生配信に出演し、同ユニットのメンバーと本作を演奏した。このほか、BSスカパー!『フルコーラス』（2018年12月3日放送回）でも披露された。

### 収録曲
| #         | タイトル       | 作詞・作曲 | 編曲      | 時間 |
| --------- | -------------- | ---------- | --------- | ---- |
| 1.        | 「yesterdays」 | 井手功二   | 佐々木望  | 4:45 |
| 合計時間: | 合計時間:      | 合計時間:  | 合計時間: | 4:45 |